# هيو دانسي
هيو دانسي مايكل هوريس (بالإنجليزية: Hugh Dancy)‏ (من مواليد 19 يونيو،1975) هو ممثل وعارض أزياء إنجليزي. والمعروف بتجسيده لشخصية ويل غراهام في مسلسل Hannibal.

## حياته المُبكرة
ولد دانسي في ستوك أون ترينت، ستافوردشاير، ونشأ في نيوكاسل أندر لايم. والدته سارة آن، تعمل في مجال النشر الأكاديمي. والده هو أستاذ الفلسفة جوناثان دانسي، الذي يُدرس في جامعة ريدنج وفي جامعة تكساس، أوستن.
هيو هو أكبر أشقائه، يليه شقيقه جاك دانسي (مواليد 25 مايو، 1977)، مدير مساعد في شركة Trufflepig للسفر، وأخته كاثرين سارة ريدمان (مواليد 5 مارس، 1980). من سن الـ 5 إلى سن الـ 10، تلقى دانسي تعليمه في مدرسة إدينورست التحضيرية في نيوكاسل أندر لايم. في سن الـ 10، دَرس دانسي في مدرسة دراغون الداخلية في أكسفورد، ثم في سن الـ 13 درس في كلية ونشستر. في سن الـ 18، مَثل دانسي في كلية وينشستر لإنتاج الممثلين في مسرحية الليلة الثانية عشرة أو كما تشاء التي كان يؤديها في كل من ونشستر وعلى مسرح ميانيك في كورنوال. تابع دانسي دراسة اللغة الإنجليزية في كلية سانت بيتر في أكسفورد.

## السيرة المهنية
بعد التخرج، انتقل دانسي إلى لندن، حيث اجتمع بالصدفة مع المنتج روس هوبارد، الذي وقع معه. في عام 1999، لعب دانسي دور داني، في الموسم الثاني من Cold Feet. و في عام 2007، لعب دور ايدن في Blood and Chocolate . في 2009 لعب دور آدم، وهو شاب يعاني من متلازمة اسبرجر، في الفيلم المستقل Adam. ظهر دانسي أيضا في Savage Grace. في مارس 2012، أعلنت شبكة NBC بأن هيو دانسي سيظهر بدور ويل جراهام في Hannibal وهو مسلسل تلفزيوني مبني على الشخصية الرئيسية في رواية Red Dragon للكاتب توماس هاريس.

## الحياة الشخصية
التقى دانسي الممثلة كلير دينس في موقع تصوير Evening في نيوبورت، رود آيلاند، ثم بدأت علاقتهما. في فبراير 2009، أعلنا خِطبتهما وتزوجا في فرنسا لاحقا في نفس العام خلال احتفالٍ خاص. وُلد إبنهما، سايروس مايكل دانسي، في 17 ديسمبر، 2012.

## الأعمال

### الأفلام
| السنة | العنوان                          | الشخصية            | ملاحظات                              |
| ----- | -------------------------------- | ------------------ | ------------------------------------ |
| 2000  | David Copperfield                | ديفيد كوبرفيلد     | فيلم تلفزيوني                        |
| 2000  | Madame Bovary                    | ليون               | فيلم تلفزيوني                        |
| 2001  | Black Hawk Down                  | كورت شميد          |                                      |
| 2001  | Young Blades                     | دارتانيان          |                                      |
| 2003  | Tempo                            | جاك                |                                      |
| 2003  | القاموس النائم                   | جون تروسكوت        |                                      |
| 2004  | King Arthur                      | غالاهاد            |                                      |
| 2004  | Ella Enchanted                   | الأمير تشارمونت    |                                      |
| 2005  | Shooting Dogs                    | جو كونور           |                                      |
| 2006  | Basic Instinct 2: Risk Addiction | آدم تاورز          |                                      |
| 2007  | The Jane Austen Book Club        | غريغ هاريس         |                                      |
| 2007  | Evening                          | بادي ويتنبورن      |                                      |
| 2007  | Savage Grace                     | سام غرين           |                                      |
| 2009  | Blood & Chocolate                | ايدن               |                                      |
| 2009  | Confessions of a Shopaholic      | لوك براندن         |                                      |
| 2009  | Adam                             | آدم                | تَرشح — جائزة ستالايت لأفضل ممثل      |
| 2010  | Coach                            | نك                 |                                      |
| 2010  | The Wildest Dream                | آندرو إيرفين       | تمثيل صوتي                           |
| 2011  | Our Idiot Brother                | كريستيان           |                                      |
| 2011  | Martha Marcy May Marlene         | تيد                | تَرشح — جائزة غوثام لأفضل طاقم تمثيلي |
| 2011  | Hysteria                         | د. مورتيمر غرانفيل |                                      |
| 2014  | Legends of Oz: Dorothy's Return  | مارشال مالو        | تمثيل صوتي                           |

### التلفزيون
| السنة       | العنوان                          | الشخصية        | ملاحظات |
| ----------- | -------------------------------- | -------------- | --- |
| 1998        | Trial & Retribution II           | روبرت بليني    | حَلقتين |
| 1998        | The New Adventures of Robin Hood | كايل           | حلقة: "Orphans" |
| 1998-1999   | Dangerfield                      | تشارلي بايج    | حلقات: "Paths" "Tying the Knot" |
| 1999        | Cold Feet                        | داني           | "الحلقة 2.3" "الحلقة 2.4" |
| 1999        | Kavanagh QC                      | مايكل وودلي    | حلقة: "The More Loving One" |
| 2000        | Relic Hunter                     | مايكل برفين    | حلقة: "The Last Night" |
| 2002        | Daniel Deronda                   | دانييل ديروندا | 3 حلقات |
| 2006        | Elizabeth I                      | روبرت ديفرو    | حلقتين تَرشح — جائزة الايمي لأفضل ممثل مساعد في مسلسل قصير أو فيلم تلفزيوني تَرشح — جائزة ستالايت لأفضل ممثل في مسلسل قصير أو فيلم تلفزيوني                                      |
| 2011        | The Big C                        | لي             | 8 حلقات |
| 2013–الحاضر | Hannibal                         | ويل غراهام     | 26 حلقة تَرشح — جائزة IGN لأفضل ممثل تلفزيوني (2014) تَرشح — جائزة اختيار النقاد للتلفزيون لأفضل ممثل في مسلسل درامي (2014) تَرشح — جائزة زحل لأفضل ممثل في مسلسل تلفزيوني (2014) |

## روابط خارجية
- هيو دانسي على موقع IMDb (الإنجليزية)
- هيو دانسي على موقع روتن توميتوز (الإنجليزية)
- هيو دانسي على موقع ألو سيني (الفرنسية)
- هيو دانسي على موقع أول موفي (الإنجليزية)
- هيو دانسي على موقع قاعدة بيانات برودواي على الإنترنت (الإنجليزية)
- هيو دانسي على موقع قاعدة بيانات الأفلام السويدية (السويدية)
- هيو دانسي على موقع إن إن دي بي (الإنجليزية)
- هيو دانسي على موقع قاعدة بيانات الفيلم (الإنجليزية)
- هيو دانسي على موقع كينوبويسك (الروسية)